# Ozero Beloje (sjö i Belarus, Vitsebsks voblast, lat 55,17, long 28,10)
Ozero Beloje (ryska: Озеро Белое) är en sjö i Belarus.   Den ligger i voblasten Vitsebsks voblast, i den norra delen av landet, 140 km norr om huvudstaden Minsk. Ozero Beloje ligger 174 meter över havet. Arean är 0,35 kvadratkilometer. Den sträcker sig 0,6 kilometer i nord-sydlig riktning, och 1,0 kilometer i öst-västlig riktning.
I omgivningarna runt Ozero Beloje växer i huvudsak blandskog. Runt Ozero Beloje är det ganska glesbefolkat, med 27 invånare per kvadratkilometer.